# Carl Liebe
Carl Friedrich Liebe (* 26. Januar 1854 in Oberpöllnitz; † 8. Mai 1912 in Greiz) war ein deutscher Parlamentarier und Verwaltungsbeamter im Fürstentum Reuß älterer Linie.

## Familie
Liebe war der Sohn des Pfarrers in Triptis Carl Emil Liebe und dessen Ehefrau Agnes geborene Winkler. Liebe war evangelisch-lutherisch und heiratete am 11. Juni 1863 in Gera Martha Hedwig Therese Plietsch (* 11. Juni 1863 in Gera; † 30. Dezember 1935 in Wernigerode), die Tochter des Zeichenlehrers Carl Eduard Plietsch.
Liebe war in zweiter Ehe mit Margarethe Martha Hedwig Wendt, einer Tochter des aus Preußen stammenden Oberförsters Wilhelm Karl Ferdinand Wendt, verheiratet. Aus dieser Ehe stammte der 1887 geborene Sohn Carl Eduard Curt Liebe. Eine von Margarethes Schwestern, Juliane Johanna, war mit dem Schauspieler und Regisseur Hermann Haack verheiratet. Eine andere Schwester, Antoinette Flegenheim, überlebte 1912 den Untergang der Titanic. Ihr Bruder Georg Wendt war Schankwirt des Lokals „An der alten Försterei“ in Berlin-Köpenick, heute Standort des gleichnamigen Fußballstadions.

## Leben
Liebe studierte Staats- und Rechtswissenschaften in Jena und Leipzig. Während seines Studiums wurde er 1876 Mitglied der Burschenschaft Teutonia Jena, trat jedoch bei seinem Weggang nach Leipzig noch im selben Jahr aus; 1895 wurde er Alter Herr.
Nach dem Studium war er seit 1879 Referendar in Auma und dann bis Oktober 1895 Rechtsanwalt in Gera. Vom 1. November 1895 bis 1898 war er dienstführender Amtsrichter am Amtsgericht Greiz. Von 1898 bis 1913 war er Landrat im Landratsamt Greiz des Fürstentums Reuß älterer Linie. Ab 1907 war er Vorsitzender des Schiedsgerichtes für die Arbeiterversicherung im Fürstentum Reuß älterer Linie.
Von 1900 bis 1911 war er Abgeordneter im Greizer Landtag. Er war von 1900 bis 1901 stellvertretender Landtagsvorsitzender und von 1903 bis 1910 Landtagspräsident.